# Gustavo Adolfo Aliaga Palma

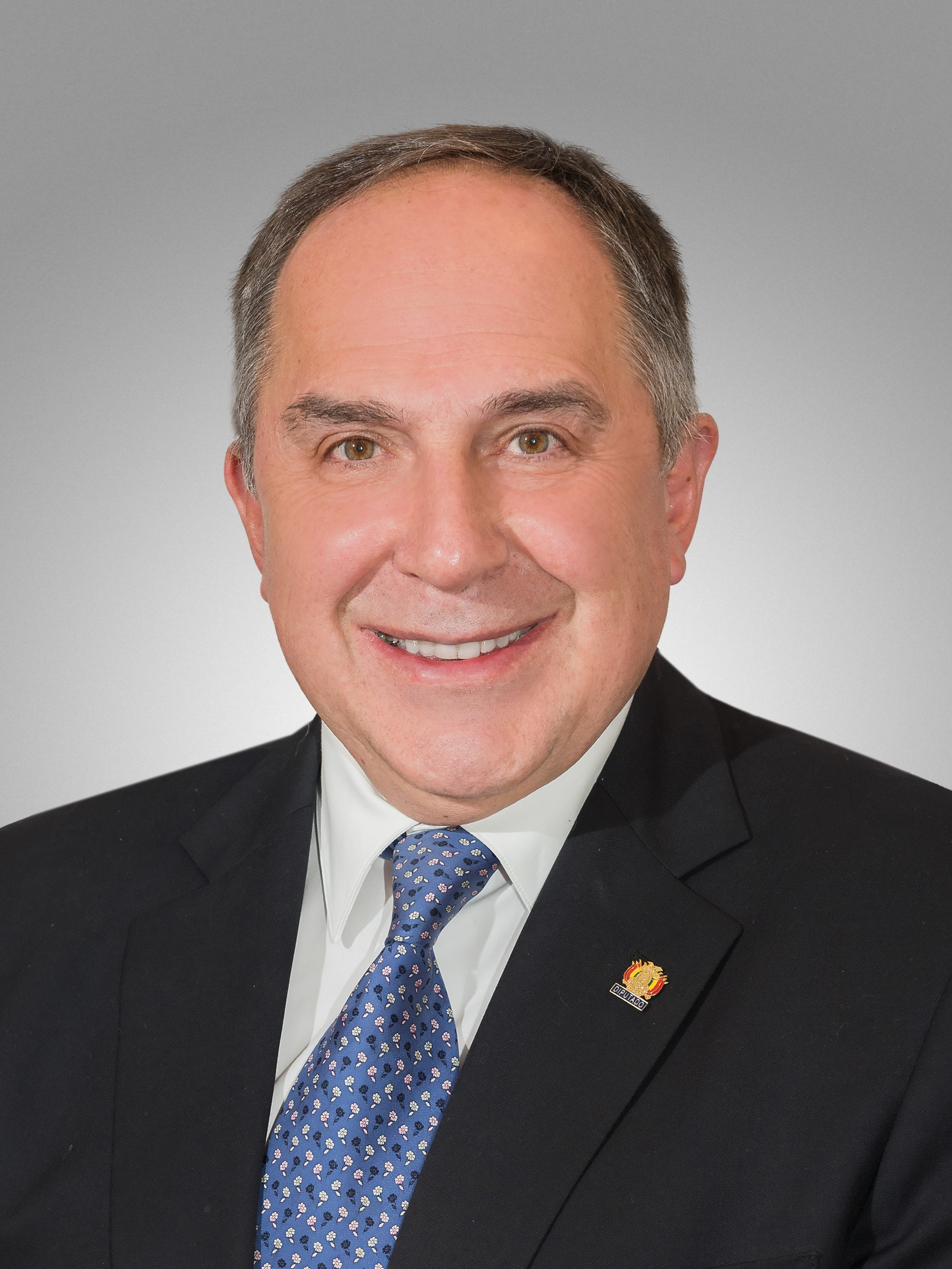
Gustavo Adolfo Aliaga Palma (2020)

Gustavo Adolfo Aliaga Palma (* 22. August 1955) ist ein bolivianischer Diplomat und Politiker der Comunidad Ciudadana (CC), der seit 2020 Mitglied des Abgeordnetenhauses von Bolivien ist.

## Leben
Gustavo Adolfo Aliaga Palma absolvierte nach dem Schulbesuch die bolivianische Diplomatische Akademie und trat danach in den diplomatischen Dienst des Außenministeriums. Im Laufe seiner diplomatischen Tätigkeit fand er Verwendungen an den Auslandsvertretungen in Italien, im Königreich Belgien sowie bei der Ernährungs- und Landwirtschaftsorganisation der Vereinten Nationen (FAO) in Rom und der Europäischen Union (EU) in Brüssel. Daneben absolvierte er postgraduale Studien der Fächer Internationale Beziehungen und Internationale Wirtschaftspolitik an der Universität Belgrano in Argentinien, die er jeweils mit einem Master beendete. Er absolvierte zudem einen Spezialisierungskurs an der Diplomatischen Akademie Spanien und erwarb ein Diplom in Höheren Nationalstudien DAEN (Diplomado en Altos Estudios Nacionales). Er war Generalkonsul in Buenos Aires sowie Generalsekretär des Ministeriums für auswärtige Angelegenheiten und Religion.
Nach seinem Ausscheiden aus dem diplomatischen Dienst war Gustavo Aliaga zwischen 1997 und 2002 Generalsekretär des Vizepräsidenten der Republik Bolivien und Präsidenten des Nationalkongresses Jorge Quiroga Ramírez. Zugleich fungierte er von 2001 bis 2002 als Vizeminister für Regierungskoordinierung beim Präsidenten der Republik, nachdem Jorge Quiroga nach dem krankheitsbedingten Rücktritt von Hugo Banzer Suárez am 7. August 2001 kraft Amtes selbst Präsident Boliviens wurde. Er war 2008 Chefberater des Senats und erwarb 2013 einen Doktortitel an der Universität Salvador (USAL) in Buenos Aires. Nachdem er 2015 Verteidigungsberater für die Verbreitung maritimer Außenpolitik war, fungierte er 2017 als Koordinator des Rates der ehemaligen Präsidenten.
Bei der Parlamentswahl am 18. Oktober 2020 wurde Gustavo Aliaga auf der Liste der Comunidad Ciudadana (CC) im Departamento La Paz zum Mitglied des Abgeordnetenhauses von Bolivien gewählt, des Unterhauses der Plurinationalen Legislativen Versammlung Boliviens. Seine Stellvertreterin wurde Jhenny Jhaneth Condori Callisaya. Mit Stand 2024 ist er Mitglied des Ausschusses für Planung, Wirtschaftspolitik und Finanzen sowie des Unterausschusses für Wissenschaft und Technologie.

## Veröffentlichung
- El vicepresidente. La sombra del poder?, Mitautoren Carlos Cordero, Carlos Mesa, Mariano Baptista Gumucio, La Paz 2003